# Heterochelus citrinus
Heterochelus citrinus är en skalbaggsart som beskrevs av Hermann Burmeister 1844. Heterochelus citrinus ingår i släktet Heterochelus och familjen Melolonthidae. Inga underarter finns listade i Catalogue of Life.